# Menglong Di
Koordinaten: 74° 38′ S, 76° 20′ O
Menglong Di (chinesisch 朦胧地 ‚Dunstiges Land‘) ist eine 2700 m hoch gelegene Region des antarktischen Eisschilds im Sektor des ostantarktischen Prinzessin-Elisabeth-Lands. Sie liegt in einer Entfernung von 585 km landeinwärts zur chinesischen Zhongshan-Station und westlich der Wegstrecke zwischen dieser Station und dem Dome A. Die Gegend ist gekennzeichnet durch unebenes Gelände und durch häufigen Nebel und Schneestürme.
Chinesische Wissenschaftler benannten sie im Jahr 2000 bei Satellitengeodäsie- und Kartierungsarbeiten.

## Weblink
- Menglong Di im Composite Gazetteer of Antarctica (englisch)